# Oost-Pruisisch voetbalkampioenschap 1929/30
In 1929/30 werd het vijftiende Oost-Pruisisch voetbalkampioenschap gespeeld, dat georganiseerd werd door de Baltische voetbalbond.
VfB Königsberg werd kampioen en plaatste zich voor de Baltische eindronde. Als vicekampioen mocht ook SpVgg Memel naar die eindronde. Ook hier werd VfB kampioen, terwijl Memel in de voorronde uitgeschakeld werd, en plaatste zich zo voor de eindronde om de Duitse landstitel. De club verloor in de eerste ronde van Dresdner SC.

## Ostpreußenliga
| Plaats | Club                          | Wed. | W | G | V  | Saldo | Ptn. |
| ------ | ----------------------------- | ---- | - | - | -- | ----- | ---- |
| 1.     | VfB Königsberg                | 10   | 7 | 2 | 1  | 41:10 | 15:5 |
| 2.     | SpVgg Memel                   | 10   | 6 | 3 | 1  | 36:13 | 15:5 |
| 3.     | SV Prussia-Samland Königsberg | 10   | 6 | 0 | 4  | 24:17 | 12:8 |
| 4.     | SV 1905 Insterburg            | 10   | 4 | 3 | 3  | 26:26 | 11:9 |
| 5.     | Hindenburg Allenstein         | 10   | 3 | 1 | 6  | 27:38 | 7:13 |
| 6.     | SV Viktoria Allenstein        | 10   | 0 | 0 | 10 | 9:59  | 0:20 |

|  | Geplaatst voor Baltische eindronde + play-off titel |
|  | Deelname kwalificatieronde                          |

### Finale
Heen
|                  |                |       |             |            |
| 24 november 1929 | VfB Königsberg | 4 – 3 | SpVgg Memel | Königsberg |
| 24 november 1929 |                |       |             | Königsberg |

Terug
|                 |             |       |                |       |
| 8 december 1929 | SpVgg Memel | 2 – 3 | VfB Königsberg | Memel |
| 8 december 1929 |             |       |                | Memel |

Belissende wedstrijd
|                  |                |       |             |            |
| 15 december 1929 | VfB Königsberg | 3 – 0 | SpVgg Memel | Insterburg |
| 15 december 1929 |                |       |             | Insterburg |

## Kwalificatieronde
Voor het volgende seizoen werd de Ostpreußenliga weer hervormd en verdeeld in drie Bezirksliga's, waardoor alle drie de clubs uiteindelijk in de hoogste klasse bleven. 
| Plaats | Club                   | Wed. | W | G | V | Saldo | Ptn. |
| ------ | ---------------------- | ---- | - | - | - | ----- | ---- |
| 1.     | Rastenburger SV        | 2    | 2 | 0 | 0 | 7:2   | 4:0  |
| 2.     | SC Preußen Insterburg  | 2    | 1 | 0 | 1 | 7:4   | 2:2  |
| 3.     | SV Viktoria Allenstein | 2    | 0 | 0 | 2 | 0:8   | 0:4  |

|  | Promotie naar Ostpreußenliga 1930/31 |